# Szent Maron
Szent Maron más néven Maroun vagy Maro (Szír: ܡܪܘܢ, Mārūn; arab: مارون; latin: Maron; görögül: Μάρων), (Syria prima, 4. század – Levante, 410) szíriai keresztény remete  szerzetes volt a Torosz-hegységben, akinek követői halála után vallásos keresztény mozgalmat alapítottak, amely a Szentszékkel és a katolikus egyházzal teljes közösségben álló szíriai maronita egyház néven vált ismertté. Az ebből a mozgalomból kinőtt vallási közösség a mai maroniták.
Szent Maront gyakran ábrázolják fekete szerzetesi ruhában, lógó stólával, hosszú koronás vesszővel, amelyet egy kereszttel díszített földgömb koronáz. Ünnepe és emléknapja a maronita egyházban február 9-én van.
Még az 5. században kolostort építettek az Orontész folyó torkolatának közelében élő szírek az Áldott Maronnak vagy Libanoni Szent Maronnak is nevezett remete sírja felett. A maronita keresztényeket a történelem során gyakran üldözték.  A 21. században Libanonban élnek nagy számban maronita keresztények.

## Élete
Maron a mai Szíria területén született a 4. század közepén, pap volt, aki később remete lett, és visszavonult a Torosz-hegységbe, az Antiokheia melletti Cyrrhus vidékére. Szentsége és csodatételei sok követőt vonzottak, és az egész birodalomban felfigyeltek rá.  405 körül Aranyszájú Szent János írt neki, amelyben kifejezte nagy szeretetét és tiszteletét iránta, és kérte Maront, hogy imádkozzon érte. Maron és Aranyszájú Szent János feltehetően együtt tanult Antiókheiában, amely akkoriban a Római Birodalom harmadik legnagyobb városa volt. Maron csendes magányos életet élt az Aleppótól északnyugatra fekvő hegyekben Egyszerűségéről és arról a törekvéséről volt ismert, hogy felfedezze Isten jelenlétét a világ létező dolgaiban.

## Szerzetesi élet
Maron útja mélyen szerzetesi volt, és a hit spirituális és aszketikus aspektusaira helyezte a hangsúlyt. Maron számára minden kapcsolatban áll Istennel, és Isten kapcsolatban áll mindenkivel. Nem választotta szét a fizikai és a spirituális világot, sőt a fizikai világot arra használta, hogy elmélyítse hitét és az Istennel való spirituális tapasztalatát. Szenvedélyes és buzgó imádságával képes volt kilépni a fizikai világból, és Istennel misztikus kapcsolatba lépni.
Életét a szabadban, egy általa templommá alakított építmény mellett élte. Imádsággal és meditációval töltötte idejét, ki volt téve a természet viszontagságainak, mint a nap, az eső, a jégeső és a hó. Cirrhusi Theodorétosz azt írta róla, hogy ez az aszkézis új típusát élte meg, , amely hamarosan széles körű elfogadottságnak örvendett Szíriában és Libanonban. 440 körül írt Vallástörténete tizenöt férfit és három nőt említ, akik ezt a gyakorlatot követték, közülük sokat Maron képzett ki vagy közvetlenül irányított.

## Misszionáriusként
Szent Maron misztikus szerzetes volt, ő alakította ki azt az új aszketikus-spirituális módszert, amely Szíriában és Libanonban sokakat vonzott.  Széles körben, szenvedélyesen terjesztette Krisztus üzenetét. Nemcsak az emberek fizikai betegségeit igyekezett gyógyítani, hanem gondja volt környezetének „elveszett lelkeinek” ápolása és gyógyítása is. Ez a missziós munka akkor teljesedett ki, amikor Szíria hegyeiben, Kafr Nabuban Szent Maron egy templomot keresztény templommá alakíthatott át.
Ez volt Szíriában a kereszténységre való áttérés kezdete, amely aztán elterjedt Libanonban is. 
Miután 410-ben Kalotában meghalt, szelleme és tanításai tanítványain keresztül éltek tovább. Temetkezési helye vitatott. Egyes libanoni források, például Giuseppe Simone Assemani és Yusef al-Dibs maronita püspökök úgy vélték, hogy Arethusa vagy a mai ar-Rastan településen temették el az Orontész folyó mentén Szíriában, míg mások, például Henri Lammens jezsuita pap szerint  az Aleppótól északra fekvő Brad faluban nyugszik.
A maronita mozgalom akkor jutott el Libanonba, amikor Szent Maron első tanítványa, a libanoni apostolnak nevezett Küroszi Ábrahám felismerte, hogy Libanonban kevés keresztény él, ezért ott térítésbe kezdett, a lakossággal megismertetve Szent Maron útját.  A maronita történészek szerint mindig is teljes közösségben maradtak Rómával. Szent Maron ünnepét február 9-én ünneplik.

## Képgaléria

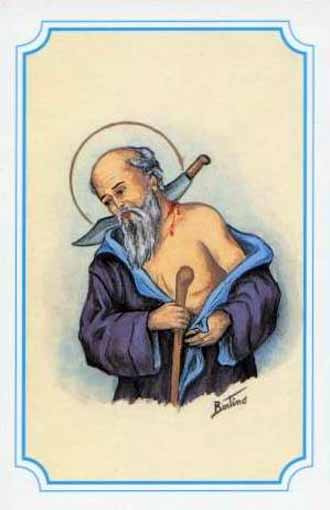
Egy ábrázolása 2008-ból
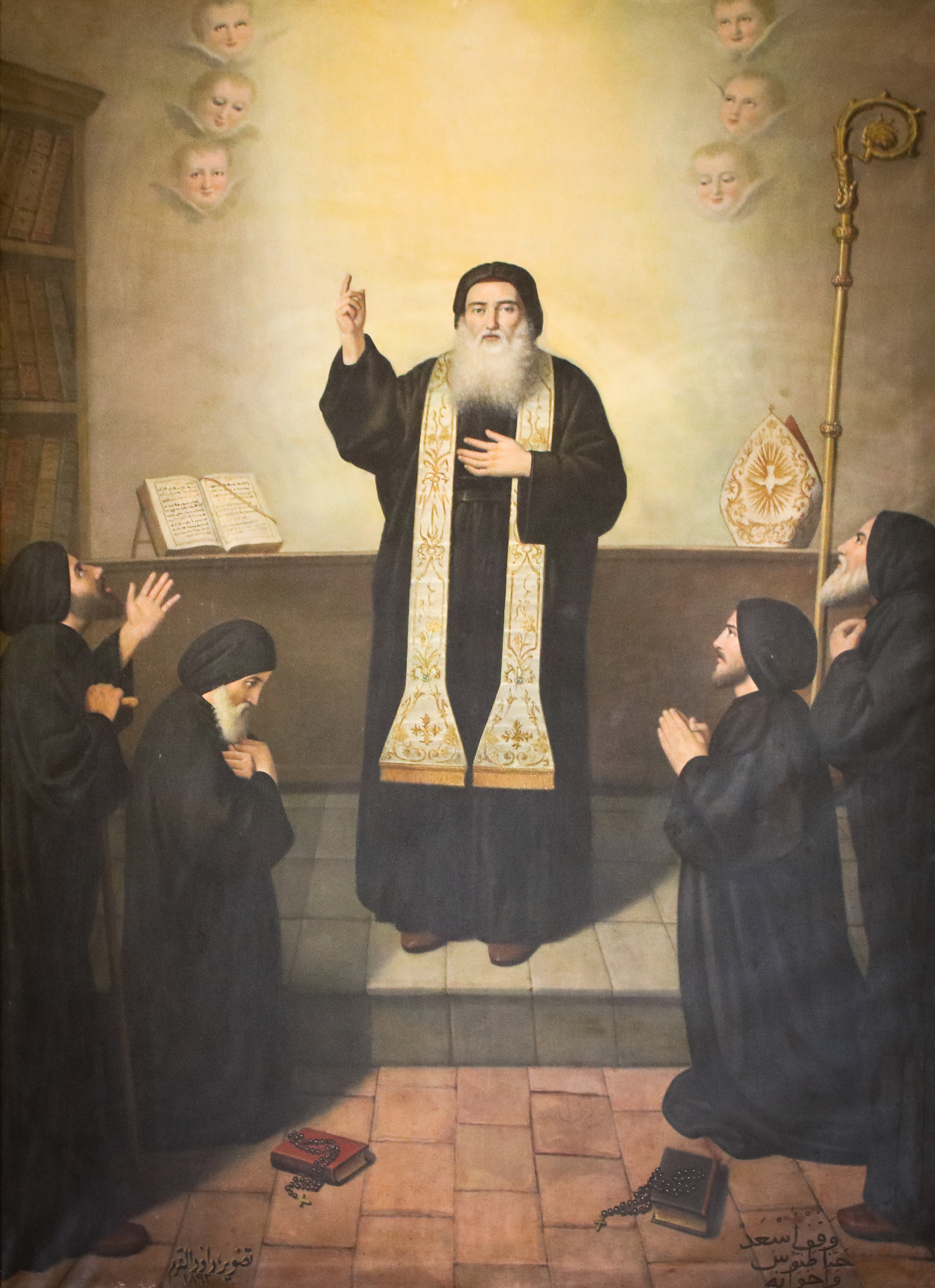
Libanoni Szent Maron tanítványaival
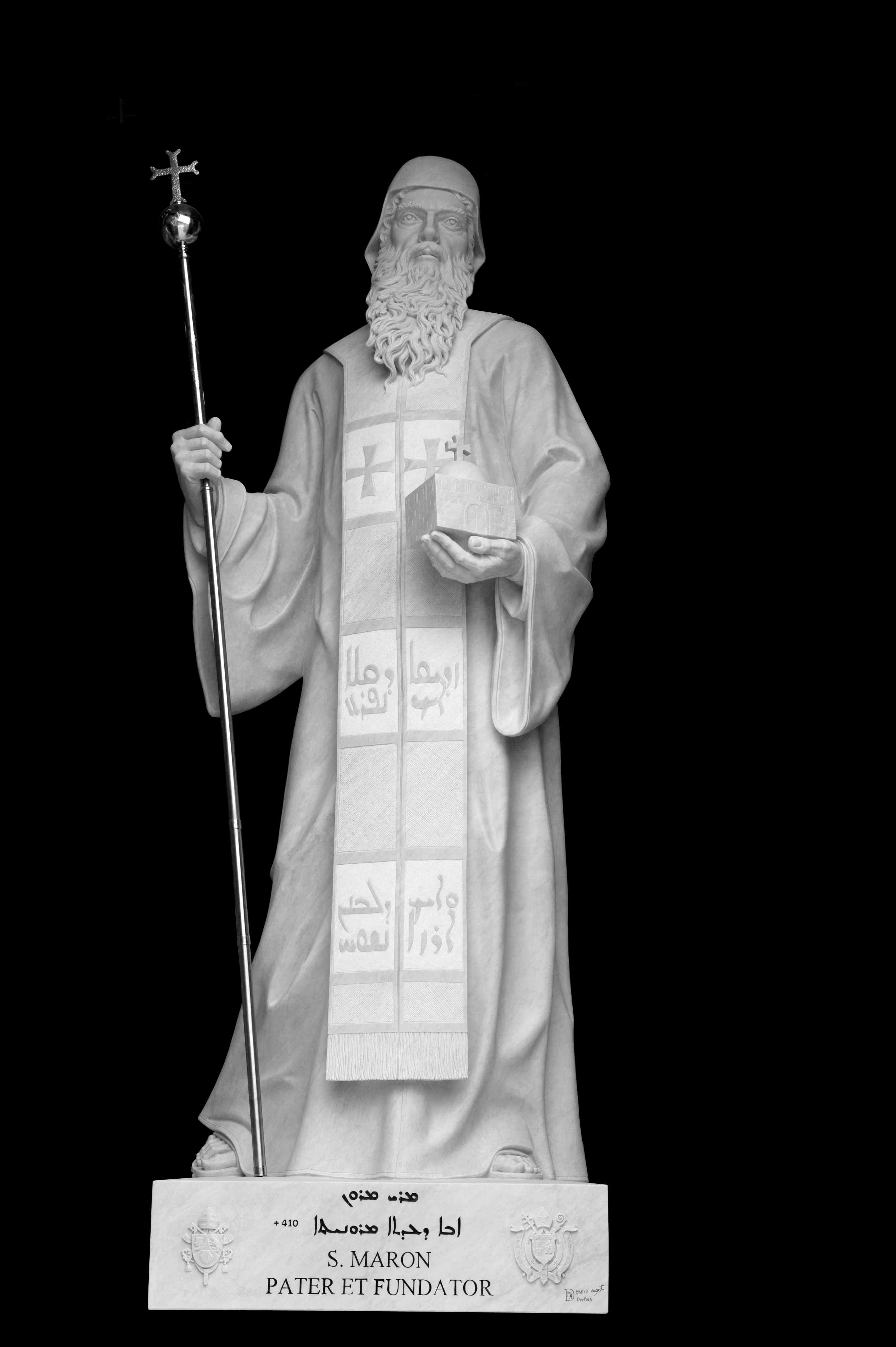
Márványszobra a Vatikánban

## Fordítás
- Ez a szócikk részben vagy egészben  a   Maron című angol Wikipédia-szócikk ezen változatának fordításán alapul.  Az eredeti cikk szerkesztőit annak laptörténete sorolja fel. Ez a jelzés csupán a megfogalmazás eredetét és a szerzői jogokat jelzi, nem szolgál a cikkben szereplő információk forrásmegjelöléseként.